# Myanmar National Truth and Justice Party

Fahne der Myanmar National Truth and Justice Party

Die Myanmar National Truth and Justice Party kurz MNTJP ist eine politische Bewegung in Myanmar. Die MNTJP besitzt einen bewaffneten Arm, die Myanmar Nationalities Democratic Alliance Army kurz MNDAA. Die MNTJP setzt sich für die Bevölkerung der chinesisch geprägten Region Kokang ein. Sie fordert und kämpft für eine größere Autonomie von der Zentralregierung. 

## Geschichte
Die MNTJP entstand genauso wie die MNDAA nach einem Putsch innerhalb er kommunistischen Partei Burmas. Damals rebellierten die mehrheitlich Han-chinesischen Fußtruppen gegen die burmesisch geprägte Führung der Partei. Im selben Jahr schloss die MNTJP einen Waffenstillstand mit der Regierung in Yangon. Sie war die Erste von mehreren sogenannten bewaffneten ethnischen Organisationen der kommunistischen Partei, die einen Waffenstillstand abschloss. Die Regierung zog sich aus dem Kokang-Gebiet zurück, und die MNTJP konnte das Gebiet autonom verwalten. Der Waffenstillstand hielt bis August 2009. Während des Waffenstillstandes konnte sich Kokong unter der Führung der MNTJP von einem rückständigen Grenzgebiet in ein Boomregion verwandeln. Im Jahr 2009 forderte die Militärregierung die MNTJP, die MNDAA in eine Border Guard Force kurz BGF zu verwandeln, also die Truppen dem Oberbefehl der nationalen Streitkräfte unterzuordnen. Die MNTJP weigerte sich dieser Aufforderung folge zu leisten, darauf marschierte die Zentralregierung in Kokong ein und übernahm mit Überläufern der MNDAA die Macht in der Spezial Zone 1 des Shan-Staates. Die Führung der MNTJP floh zusammen mit 30.000 Anhängern nach China und nach Mong La.
2015 versuchte die MNTJP Kokang zurückzuerobern, aber scheiterte mit ihrer Offensive. Erst im Jahre 2024 gelang es der MNTJP, die Macht in Kokang wieder an sich zu reißen. Truppen der MNDAA eroberten das Grenzgebiet zu China in der Umgebung von Kokang in der Operation 1027 zurück. Die MNTJP baute 2024 eine eigene Verwaltung in Kokang auf.

## Ziele
Die MNTJP hat sich zum politischen Ziel gesetzt, eine föderale demokratische Union aufzubauen, die Demokratie, Menschenrechte und Selbstbestimmung garantiert. Die MNTJP kooperiert politisch und militärisch mit den vier Mitgliedern der Nordallianz, darunter die Kachin Independence Organisation/Kachin Independence Army KIO/KIA, und den drei Mitgliedern der Brotherhood Alliance, darunter die Palaung State Liberation Front/Ta’ang National Liberation Army PSTF/TNLA und die United League of Arakan/Arakan Army ULA/AA. Die MNTJP ist außerdem Mitglied des Federal Political Negotiation and Consultative Committee FPNCC, das von der United Wa State Army UWSA geleitet wird.